# Catedral de Sant Andreu (Aberdeen)
La Catedral de Sant Andreu, o l'Església catedralícia de Sant Andreu, és una catedral de l'església episcopal escocesa situada a la ciutat d'Aberdeen, Escòcia. És la visió del bisbe d'Aberdeen i Orkney, que és l'Ordinari de la Diòcesi d'Aberdeen i Orkney.

## Història
La catedral és coneguda per ser l'església on es va ordenar el primer bisbe de l'Església Episcopal als Estats Units d'Amèrica, Samuel Seabury en 1784. El bisbe Seabury va ser consagrat a l'episcopat en "una sala superior" de la casa de John Skinner, llavors capdavanter de la congregació de Sant Andreu, a uns 500 metres de l'actual edifici. El lloc aproximat de la casa solia estar marcat per una tauleta de granit polit. Això, en els últims anys, ha estat mogut del quadril alcalde de l'antic Col·legi Marischal.
L'edifici original va ser dissenyat en l'estil gòtic perpendicular per l'arquitecte Archibald Simpson, una de les moltes comissions de Simpson a la ciutat. Mentre tres costats de la catedral eren construïts a partir del granit local habitual, per a la qual Aberdeen és famós, la façana de l'estructura, enfront del carrer King, va ser construïda de pedra arenisca per motius econòmics a pesar de l'oposició de Simpson.
L'església es va inaugurar l'any 1817 com a capella de Sant Andreu i es va aixecar a la catedral en 1914.
Durant la dècada de 1930, la catedral va ser renovada per commemorar el 150 aniversari de la consagració de Seabury. Hi havia hagut un pla per construir una catedral elaborada i cruciforme amb torre central, commemorant la consagració del bisbe Seabury en el lloc actualment ocupat per la seu de l'Ajuntament d'Aberdeen. Això va ser un regal de l'Església Episcopal als Estats Units d'Amèrica, no obstant això, el Wall Street Crash va detenir aquest pla per manca de diners. En canvi, l'església existent va ser engrandida i adornada per Sir Ninian Comper. El memorial es va dedicar amb una cerimònia a la qual va assistir l'ambaixador dels Estats Units al Regne Unit, Joseph P. Kennedy, es creu que el president del futur Futur, John F. Kennedy, ha estat present.
La catedral sempre ha ofert una culte litúrgica digna i, fins a finals dels anys setanta i principis dels vuitanta, era anglosaxó en tradició. El 1982, el Preludi de la catedral de l'època, Molt Revd Donald Howard, va declarar en un sermó que la catedral retiraria el gran crucifix i quatre de les sis espelmes de l'Altar Alt per a Quaresma, de manera que l'altar pogués quedar lliure per permetre celebració "a l'oest" de l'Eucaristia, celebrant davant la congregació en comptes de tornar a la gent. Les espelmes no van tornar mai a l'altar major. Dues varetes d'espelmes en altars lliures són la norma també en catòlics i altres comunitats protestants. L'adoració s'ha convertit en una naturalesa més "àmplia", mantenint la dignitat del culte a la catedral.
La catedral de Sant Andreu Aberdeen té un llarg patrimoni musical i coral i ara és l'única catedral episcopalenca (Anglicana) a Escòcia per mantenir un cor tradicional d'homes i nens. En els últims anys, la catedral també ha format un cor de nenes i un cor de senyores; ambdós units pels Clergues laics (cavallers) del cor de la catedral. Durant els últims trenta anys, el Cor de la Catedral ha cantat a la majoria de les principals catedrals del Regne Unit i també ha recorregut a l'estranger.